# Гнезделичи
Гнезделичи (Гнездиличи) — деревня в Жирятинском районе Брянской области, в составе Воробейнского сельского поселения. 
 Расположена в 4 км к северо-западу от села Кульнево, в 1,5 км к востоку от села Рубча, на левом берегу реки Пёс. Население — 10 человек (2010).

## История
Впервые упоминается в начале XVIII века как существующее селение, бывшее гетманское владение, а с 1761 — Разумовских (казачьего населения не имела). До 1781 года входила в Почепскую (1-ю) сотню Стародубского полка; с 1782 по 1918 гг. в Мглинском повете, уезде (с 1861 — в составе Кульневской волости). В 1918—1924 гг. — в Почепском уезде (Кульневская волость); в 1924—1929 гг. — в Жирятинской волости Бежицкого уезда.
С 1929 года — в Жирятинском районе, а при его временном расформировании (1932—1939, 1957—1985 гг.) — в Почепском районе. До 1959 года входила в Рубчанский сельсовет, в 1959—2005 гг. — в Кульневский сельсовет.